# Бугеа де Сус (Арђеш)
Бугеа де Сус (рум. Bughea de Sus) насеље је у Румунији у округу Арђеш у општини Бугеа де Сус. Oпштина се налази на надморској висини од 618 m.

## Становништво
Према подацима из 2002. године у насељу је живело 2845 становника.

### Попис2002.
| Расподела становништва по националности 2002.‍ | Расподела становништва по националности 2002.‍ | Расподела становништва по националности 2002.‍ | Расподела становништва по националности 2002.‍ | Расподела становништва по националности 2002.‍ |
| --------------------------------------------- | --------------------------------------------- | --------------------------------------------- | --------------------------------------------- | --------------------------------------------- |
|                                               |                                               |                                               |                                               |                                               |
| Румуни                                        | Румуни                                        |                                               | 2.767                                         | 97,3%                                         |
| Роми                                          | Роми                                          |                                               | 78                                            | 2,7%                                          |